# اوتسانو
اوتسانو (به ایتالیایی: Avezzano) یک کومونه در ایتالیا است که در استان لاکویلا واقع شده‌است.

## خصوصیات
اوتسانو ۱۰۴٫۰۵ کیلومترمربع مساحت و ۴۲٬۶۴۱ نفر جمعیت دارد و ۶۹۵ متر بالاتر از سطح دریا واقع شده‌است.